# Ndum
Ndum est une localité du Cameroun située dans la commune d’Oku (Elak-Oku) et le département du Bui.

## Population
Lors du recensement de 2005, on a dénombré 1 048 personnes : soit 580 femmes et 468 hommes.